# ハロータス
ハロータスまたはハロトゥス（西暦20-30年頃 - 西暦70-80年頃）は、宦官である。 ローマ皇帝の使用人であった。クラウディウスに仕えた宦官で、クラウディウスの第4代皇帝である。クラウディウスに執事長として仕えていた。クラウディウスと密接に接触する職業であったため、クラウディウスの毒殺事件の容疑者となった。ハロトゥスはロクスタと小アグリッピナと共謀した者の一人であったと言われています。
Italia-storia-stub